# Wildsbergtunnel
Der Wildsbergtunnel ist ein 2708 m langer Eisenbahntunnel der Schnellfahrstrecke Hannover–Würzburg. Das Bauwerk unterquert nahe der nordhessischen Kleinstadt Melsungen den Wildsberg und trägt daher seinen Namen.

## Lage und Verlauf
Der Tunnel liegt auf dem Gebiet der Kleinstadt Melsungen und der Gemeinde Morschen.
Das Bauwerk liegt zwischen den Streckenkilometern 170,760 und 173,468. Die Gradiente fällt dabei in südlicher Richtung ab.
Im Tunnel liegt die aus vier Weichen bestehende Überleitstelle Wildsberg (Streckenkilometer 171,834 bis 172,212).

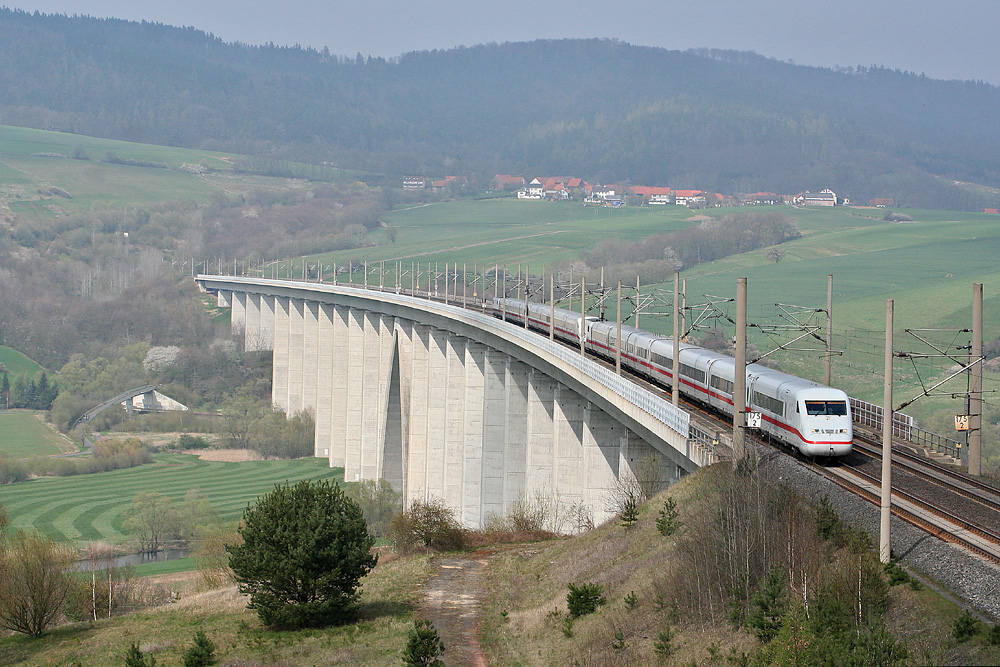
Fuldatalbrücke Morschen mit dem Südportal des Tunnels (im Hintergrund)

Nördlich schließt sich die Pfieffetalbrücke an das Bauwerk an, südlich folgt die Fuldatalbrücke Morschen.

## Geschichte
Das Bauwerk war 1984 mit einer Länge von 2730 m geplant. Die geplanten Kosten lagen bei 61,2 Millionen DM. Die Bauarbeiten begannen im Juli 1983. Der Tunnel wurde am 2. Dezember 1983 angeschlagen.
Tunnelpatin war Gisela Kohlhaas. Sie löste 1985 die letzte Sprengung aus, mit der der Tunnel durchgeschlagen wurde.
Das Bauwerk war Teil des Planungsabschnitts 14 im Mittelabschnitt der Neubaustrecke.
Der Tunnel wurde als Teil des Neubaustreckenabschnitts Kassel-Fulda 1991 in Betrieb genommen.